# Imets Dénes
Imets Dénes (Tusnádújfalu, 1929. augusztus 18. – 2011. július 8.) erdélyi magyar népzenekutató, drámaíró.

## Életútja
Középiskolát Csíkszeredában végzett (1949), Szászrégenben tanítói oklevelet (1954), a kolozsvári zenei főiskolán zenetanári képesítést (1964) szerzett. Újtusnádon, Csíkszentsimonban, Csíkszentimrén tanító (1949–1960), Csíkszeredában rajoni főkönyvtáros (1960–1962), majd ugyanitt a Matematika–Fizika Líceum, 1980-tól a 12. számú iskola zenetanára.
Népzenekutatásai eredményeként szövegkönyveket, verses-zenés összeállításokat készített; kászoni, tusnádi és csíkszentimrei népdalgyűjteményeiből részleteket mutatott be a Hargita. Bartók és Kodály nyomában Csíkban című tanulmánya az Árkos 1971 című kiadványban (Sepsiszentgyörgy, 1972), Csíki fonó című feldolgozása a Művelődésben (1972/1), Kádár Kata című szövegkönyve ifjúsági együttesek részére a Napsugár mellékleteként (1973/9) jelent meg. A XVIII. század székely társadalmának problémáiból, a madéfalvi veszedelem eseményeiből ihletődött Veszedelem című történelmi drámáját 1979 decemberében mutatta be a Csíkszeredai Népszínház. Menasági lakodalom címen népi művészcsoportok számára szövegkönyvet, Lakodalmas címen a Hargita Dal- és Táncegyüttes számára verses-zenés összeállítást készített.
Zenetanárként vonult nyugalomba, nyugdíjas éveit Újtusnádon tölti. 1998. március 15-én mutatták be Csíkszeredában Gál Sándor éjszakái című drámáját, mely az 1848–49-es forradalom és szabadságharc székelyföldi erőinek főparancsnokáról szól.

## Önálló kötete
- "Repülj, madár, repülj..." : menasági népdalok és balladák gyűjteménye Imets László borítólapjával és metszeteivel. Csíkszereda, 1970